# Roland Fleury
Maria Roland Fleury (ur. 3 października 1955) – francuski duchowny katolicki, biskup Kościoła Maryi Panny, zaś od 2024 roku biskup ordynariusz Diecezji Normandii Prowincji Francuskiej Kościoła Starokatolickiego Mariawitów.

## Życiorys
Święcenia kapłańskie przyjął w 1983 z rąk bp Mario Cornejo, zostając duchownym Kościoła Maryi Panny (Stowarzyszenie Kultowe Katolickiego Kościoła Gallikańskiego Normandii). Sakrę biskupią przyjął 11 października 1987 roku wraz z Claude Ducrocqiem, z rąk bp Mario Cornejo. 

### Mariawityzm
18 listopada 2023 roku uczestniczył w uroczystości konsekracji na biskupa koadiutora Prowincji Francuskiej Kościoła Starokatolickiego Mariawitów Marii Daniela Mamesa.
17 lutego 2024 roku Kapituła Generalna Kościoła Starokatolickiego Mariawitów w RP, podjęła decyzję o przyjęciu do Kościoła Starokatolickiego Mariawitów duchownych i wiernych Kościoła Św. Maryi w Mont-Saint-Aignan. Jednocześnie Kapituła zadecydowała o utworzeniu Diecezji Normandii Prowincji Francuskiej Kościoła Starokatolickiego Mariawitów, której biskupem ordynariuszem został bp Roland Fleury. W trakcie Kapituły, bp. M. Roland Fleury i kapł. M. Elie-Joseph Pottin, przyjęli z rąk Biskupa Naczelnego M. Jana Opali habity mariawickie.